# Anthropopithecus

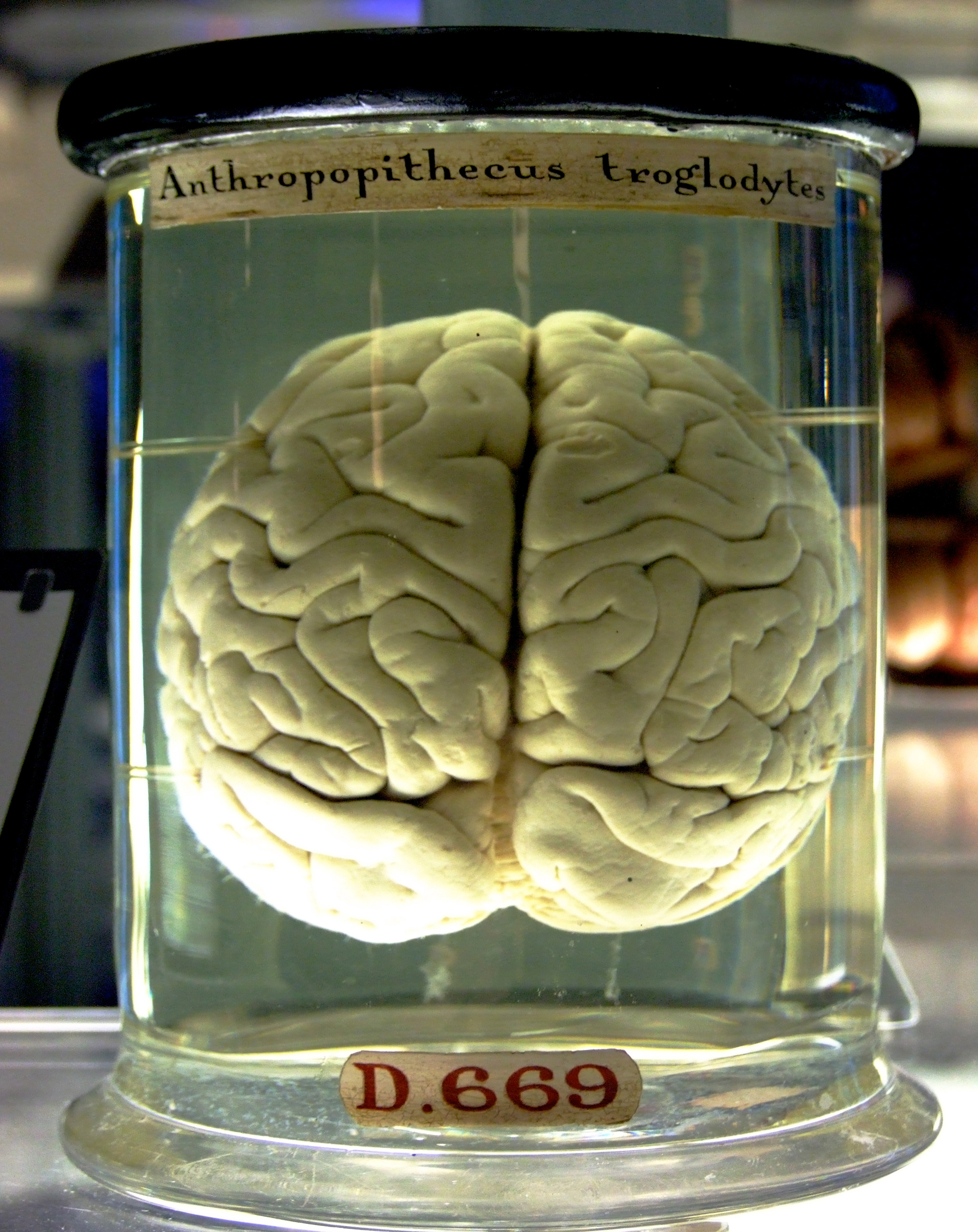
Acest borcan vechi care conține un creier de cimpanzeu este păstrat în prezent în Muzeul de Știință din Londra. Este încă etichetat Anthropopithecus troglodytes, nume binomial înlocuit în 1895 de Pan troglodytes.

Termenii Anthropopithecus (Blainville, 1839) și Pithecanthropus (Haeckel, 1868) sunt taxoni învechiți care descriu fie cimpanzei, fie oameni arhaici. Ambele sunt derivate din greaca veche ἄνθρωπος (anthropos, „om”) și πίθηκος (píthēkos, „primat” sau „maimuță”), traducându-se prin „primat-maimuță” și, respectiv, „om-maimuță.”
Anthropopithecus a fost „inventat” inițial pentru a descrie cimpanzeul și este acum un sinonim ajutător folosit pentru a descrie specia Pan. A fost, de asemenea, folosit pentru a descrie alte câteva specii existente și dispărute, printre altele fosila cunoscută ca Omul de Java. Foarte repede, acesta din urmă a fost reatribuit lui Pithecanthropus, de asemenea „inventat” inițial pentru a se referi la o posibilă teoretică ... „verigă lipsă.” Pithecanthropus este acum clasificat ca Homo erectus, deci un sinonim ajutător al lui Homo.

## Istoric

### Introducerea termenului Anthropopithecus
Genul Anthropopithecus a fost propus pentru prima dată în 1841 de zoologul și anatomistul francez Henri-Marie Ducrotay de Blainville (1777–1850) pentru a da un nume de gen unui material de cimpanzeu pe care îl studia la acea vreme.
După ce genul Anthropopithecus a fost înființat de De Blainville în 1839, chirurgul și naturalistul britanic John Bland-Sutton (1855–1936) a propus numele speciei Anthropopithecus troglodytes, în 1883, pentru a desemna cimpanzeul comun. Cu toate acestea, genul Pan fusese deja atribuit cimpanzeilor în 1816 de către naturalistul german Lorenz Oken (1779–1851). Deoarece orice nomenclatură anterioară prevalează asupra nomenclaturilor ulterioare, genul Anthropopithecus și-a pierdut definitiv valabilitatea în 1895, devenind de la acea dată un sinonim ajutător (junior) al genului Pan.
În 1879, arheologul și antropologul francez Gabriel de Mortillet (1821–1898) a propus termenul de Anthropopithecus pentru a desemna o „verigă lipsă,” un intermediar ipotetic între maimuță și om, care ar fi trăit în Terțiar și despre care se presupunea că, urmând teoria lui De Mortillet, ar fi produs eoliți.  În lucrarea sa din 1883, Le Préhistorique, antiquité de l'homme (Prehistoricul, antichitatea omului), în ediția a 2-a, din 1885, De Mortillet scrie:
„Nous sommes donc forcément conduits à admettre, par une déduction logique tirée de l’observation directe des faits, que les animaux intelligents qui savaient faire du feu et tailler des pierres à l’époque tertiaire, n’étaient pas des hommes dans l’acception géologique et paléontologique du mot, mais des animaux d’un autre genre, des précurseurs de l’homme dans l’échelle des êtres, précurseurs auxquels j’ai donné le nom d’Anthropopithecus. Ainsi, par le seul raisonnement, solidement appuyé sur des observations précises, nous sommes arrivés à découvrir d’une manière certaine un être intermédiaire entre les anthropoïdes actuels et l’homme.”
| “ | Prin urmare, suntem în mod necesar să admitem, printr-o deducție logică extrasă din observarea directă a faptelor, că animalele inteligente care au știut să facă foc și să taie pietre în perioada terțiară, nu erau oameni în sensul geologic și paleontologic al cuvântului, ci animale de alt fel, precursori ai omului la scara ființelor, precursori cărora le-am dat numele de Anthropopithecus. Astfel, doar prin raționament, susținut solid de observații precise, am reușit să descoperim cu certitudine o ființă intermediară între antropoizii actuali și om. | ” |

### Abandonarea termenului Anthropopithecus
În 1905, paleontologul, paleoantropologul și geologul francez Marcellin Boule (1861–1942) a publicat o lucrare care demonstrează că eoliții erau de fapt geofacte produse de fenomene naturale, așa cum sunt înghețul, precipitațiile, presiunea, focul, etc.  Atunci, argumentul propus de De Mortillet a căzut automat în dizgrație și, respectiv, definiția sa a termenului Anthropopithecus a fost abandonată.
Cu toate acestea, sensul de cimpanzeu al genului a persistat de-a lungul secolului al XIX-lea, chiar până la punctul de a fi un nume de gen atribuit specimenelor fosile. De exemplu, o primată fosilă descoperită în 1878 de malacologul britanic William Theobald (1829-1908), în Punjabul pakistanez din India britanică, a fost numită pentru prima dată Palaeopithecus în 1879, dar mai târziu a fost redenumită în Anthropopithecus sivalensis, presupunând că aceste rămășițe trebuiau aduse înapoi la genul de cimpanzei, așa cum acesta din urmă era înțeles la acea vreme.

### Omul de Java
Un exemplu faimos de Anthropopithecus fosil este cel al Omului de Java, descoperit în 1891 la Trinil, în apropiere de râul Solo, în Java de Est, de către medicul și anatomistul olandez Eugène Dubois, care a numit descoperirea cu numele științific Anthropopithecus erectus. Această lucrare a lui Dubois, scrisă în ultimul trimestru al anului 1892, a fost publicată de guvernul olandez în 1893.
La începutul anilor 1890, termenul Anthropopithecus era încă folosit de zoologi ca denumire de gen al cimpanzeilor, așa că Anthropopithecus erectus al lui Dubois a ajuns să însemne ceva de genul „cimpanzeul vertical” sau „cimpanzeul în picioare.” Cu toate acestea, un an mai târziu, în 1893, Dubois considera că unele caractere anatomice proprii omului au făcut necesară atribuirea acestor rămășițe unui gen diferit de Anthropopithecus și a redenumit specimenul din Java cu numele de Pithecanthropus erectus (articol din 1893, publicat în 1894).

### TaxonulHomo erectus
Pithecanthropus este un gen de taxon pe care biologul german Ernst Haeckel (1834-1919) îl crease în 1868. Ani mai târziu, în secolul al XX-lea, medicul și paleoantropologul german Franz Weidenreich (1873-1948) a comparat în detaliu fosilele Omului de Java al lui Dubois, numit atunci Pithecanthropus erectus, cu fosilele Omului de Peking, pe atunci numit Sinanthropus pekinensis. Weidenreich a concluzionat, în 1940, că, din cauza asemănării lor anatomice cu oamenii moderni, a fost imperios necesar să se adune toate aceste exemplare din Java și China într-o singură specie din genul Homo, și anume specia Homo erectus. Până atunci, folosirea taxonului Anthropopithecus fusese deja abandonată din 1895.

## În cultura populară
Termenul Anthropopithecus este învechit din punct de vedere științific în zilele noastre, dar s-a răspândit în cultura populară, în principal în Franța și Belgia în anii mijlocii și târzii ai secolului al XIX-lea.
- În nuvela sa Gil Braltar (1887), scriitorul francez Jules Verne folosește termenul antropopithèque (Anthropopithecus) pentru a descrie aspectul simian al unuia dintre personajele sale, generalul McKackmale:

„Il dormait bien, le général Mac Kackmale, sur ses deux oreilles, plus longues que ne le comporte l’ordonnance. Avec ses bras démesurés, ses yeux ronds, enfoncés sous de rudes sourcils, sa face encadrée d’une barbe rêche, sa physionomie grimaçante, ses gestes d’anthropopithèque, le prognathisme extraordinaire de sa mâchoire, il était d’une laideur remarquable, – même chez un général anglais. Un vrai singe, excellent militaire, d’ailleurs, malgré sa tournure simiesque.”
| “ | A dormit bine, generalul MacKackmale, pe cele două urechi, care erau mai lungi decât indica bastonul. Cu brațele supradimensionate, cu ochii rotunzi înfundați sub sprâncenele aspre, cu fața încadrată de o barbă aspră, cu fizionomia strâmbătă, cu gesturile lui de „antropopitec”, cu extraordinarul prognatism al maxilarului, era remarcabil de urât – chiar și pentru un general englez. O maimuță adevărată, un soldat excelent, în plus, în ciuda aspectului său de maimuță. | ” |

- În romanul științifico-fantastic „La Cité des Ténèbres” („Orașul întunericului”), scris de jurnalistul și scriitorul francez Léon Groc, în 1926, „[les] anthropopithèques” ( Anthropopithecuses - antropopitecii) sunt o turmă mare de oameni-maimuță care au atins un grad foarte scăzut de civilizație.
- Belgianul Hergé, cunoscutul autor de benzi desenate, a făcut din termenul „anthropopithèque” („Anthropopithecus”) unul dintre numeroasele înjurături ale personajului Căpitanul Haddock, din seria album de benzi desenate Aventurile lui Tintin.[5]
- În 2001, cântăreața franceză Brigitte Fontaine a scris, cântat și înregistrat melodia intitulată Pipeau.[note 2] În acest cântec, corul repetă ca refren termenul „anthropopithèque” („Anthropopithecus”).

## Vezi si
- Anthropomorpha
- Humanzee
- Oameni arhaici
- Omul cavernelor
- Hominini
- Taxonomie umană